# B92
B92 ist ein 1989 gegründeter Hörfunk- und Fernsehsender aus Belgrad.
International bekannt wurde der Sender, als er Ende 1996 in Zusammenhang mit Studentenprotesten gegen Slobodan Milošević von der serbischen Regierung zeitweilig abgeschaltet wurde und für die Verbreitung seines Radioprogramms auf das Internet angewiesen war. Im November 2007 war Radio B92 mit etwa 1,32 Millionen Hörern erstmals der meistgehörte Hörfunksender in Serbien.

## Geschichte
Im Zuge der sich abzeichnenden politischen Umwälzungen und des absehbaren Endes der Einparteienherrschaft in der Sozialistischen Föderativen Republik Jugoslawien gründete sich Anfang 1989 in Belgrad eine Initiative für ein unabhängiges Jugendradio. Anlässlich des jährlich am 7. Mai zu Titos Geburtstag abgehaltenen Tags der Jugend erhielt die Initiative mit Unterstützung des offiziellen Belgrader Jugendverbandes eine 15-tägige Lizenz für die Ausstrahlung eines Hörfunkprogramms auf der Belgrader UKW-Frequenz 92 MHz. Von dieser Frequenz leitet sich auch der Name B92 ab. Die Vergabe der Lizenz erfolgte, weil die Regierung nur ein unpolitisches Studentenradio erwartet hatte. Aber bereits in der ersten Sendung setzten sich die Radiomacher kritisch mit den Ritualen rund um Titos Geburtstag auseinander. Nach Ablauf der Lizenz wurde der Sendebetrieb einfach fortgesetzt, wobei man sich widersprechende Mediengesetze zunutze machte, die auch in den folgenden Jahren eine dauerhafte Abschaltung verhinderten. Bereits kurz nach dem Sendestart mit einem schwachen Sender, der nur in der Belgrader Innenstadt zu empfangen war, konnte ein Vertrag mit dem staatlichen Sender RTS abgeschlossen werden, der die Ausstrahlung mit höherer Leistung über die RTS-Sendeanlagen ermöglichte.
Finanziert wurde und wird der Sender seit Beginn aus einer Mischung von Werbeeinnahmen und Spendengeldern. Er verknüpft dabei Elemente Freier Radios mit denen reiner Privatradios. Inhaltlich setzte man seit Beginn auf eine kritische Begleitung des Tagesgeschehens, kombiniert mit Musik abseits des Pop-Mainstreams. Explizit grenzte man sich von der auch in Jugoslawien aufkommenden MTV-Kultur ab. So gehörte der Sender zu den ersten der Region, die regelmäßig Techno und Jungle-Musik sendeten.
Im März 1991 kam es in Belgrad in Zusammenhang mit dem sich ausbreitenden Nationalismus und der Gefahr des Auseinanderbrechens Jugoslawiens zu massiven Demonstrationen gegen die nationalistische Propaganda in den staatlichen Medien, über die B92 umfassend berichtete. Dies führte nach dem Tod zweier Jugendlicher durch Panzerfahrzeuge zum ersten Verbot des Senders, was die Proteste zusätzlich anheizte, die jetzt auch mit der Forderung nach der Wiederzulassung von B92 verbunden waren. Nach wenigen Tagen wurde diese Forderung erfüllt, allerdings mit der Auflage, nicht mehr von den Demonstrationen zu berichten. Formal hielten sich die Sendeverantwortlichen an diese Auflage, es wurden jedoch stattdessen Musiktitel mit eindeutigen politischen Aussagen gesendet, die von den Demonstranten verstanden wurden.
Während der Zeit der Jugoslawienkriege bezog B92 eindeutig Stellung gegen die Militarisierung der Gesellschaft in Serbien und arbeitete auch im Rahmen des Netzwerks ZaMir (deutsch: Für Frieden) mit anderen, ähnlich ausgerichteten Sendern im auseinanderbrechenden Jugoslawien zusammen, so beispielsweise mit den Stationen Radio Zid und Studio 99 aus Sarajevo. Parallel dazu gründete B92 1993 zusammen mit einigen weiteren unabhängigen lokalen Radiostationen in Serbien die Vereinigung der unabhängigen elektronischen Medien ANEM (serbisch: Asocijaciju nezavisnih elektronskih medija). Wegen der geringen Reichweite des Senders wurde er vom Milošević-Regime, das alle großen Medien des Landes streng kontrollierte, weitgehend in Ruhe gelassen. B92 diente damit auch als eine Art Feigenblatt für das Regime.
Zur Verbesserung der Kommunikation innerhalb des Landes, aber auch mit dem Ausland und den inzwischen unabhängig gewordenen früheren jugoslawischen Teilrepubliken etablierte der Sender 1994 mit finanzieller und logistischer Unterstützung der Soros-Stiftung den Internetdienstanbieter Opennet, der der erste des Landes war. Dabei arbeitete man von Beginn an eng mit dem niederländischen Anbieter XS4ALL zusammen, über dessen Netz ab 1996 auch einzelne Sendungen des Senders mittels RealAudio weltweit verbreitet wurden.
Im Herbst 1996 kam es in Zusammenhang mit einem massiven Wahlbetrug bei den Kommunal- und Bundeswahlen zum Nachteil der heterogenen, aber insgesamt Milošević-kritischen Oppositionsgruppierung Zajedno zu starken Protesten in Belgrad und anderen Städten in der Bundesrepublik Jugoslawien mit bis 300.000 Teilnehmern, von denen B92 wie auch die anderen ANEM-Sender umfassend berichteten. Mit vorgeschobenen Begründungen („technische Probleme“) wurden daraufhin Anfang Dezember 1996 die meisten dieser Sender an der Ausstrahlung ihrer Programme gehindert – darunter am 3. Dezember auch B92. Es war aber eine direkte Leitung zu XS4ALL installiert worden, die eine dauerhafte Übermittlung des Radioprogramms gestattete und damit ein Weitersenden im Internet ermöglichte. Die Nachrichtenprogramme von B92 wurden infolge dieser Entwicklung zeitweilig auch von mehreren internationalen Radiostationen, so der BBC, der VoA und von Radio Free Europe übernommen, was einen Empfang in ganz Jugoslawien ermöglichte. Damit wurde der Einfluss von B92 auf die jugoslawische Gesellschaft nicht, wie vom Regime erhofft, geringer, sondern noch stärker. Auch dank der internationalen Unterstützung durch Journalisten, Politiker, Musiker und andere Künstler konnte B92 am 5. Dezember 1996 den Sendebetrieb über die terrestrischen Frequenzen wieder aufnehmen.
In den vergangenen Jahren (ab ca. 2013) ist das TV-Programm wie auch der Online-Auftritt von B92, der sehr von der serbischen Diaspora frequentiert wird, stark kommerzialisiert worden. Die Einrichtung von Bereichen, die dem Boulevardjournalismus zugerechnet werden können, nehmen mittlerweile einen nicht unerheblichen Teil des Programms ein.

## Tätigkeitsbereich

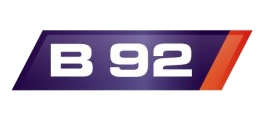
Ehemaliges Logo

Im Laufe der Jahre ist B92 zu einem großen Medienunternehmen geworden. Der ursprüngliche Radiosender hat sein Portfolio nach und nach erweitert und verfügt heute über zahlreiche Geschäftsfelder und Tätigkeitsbereiche:
- der Hörfunksender B92
- die Streamingplattform B92.fm
- die Fernsehsender B92 und B92 Info
- die Internetseite B92.net
- die Verlagssparte B92 Samizdat
- die hauseigene B92-Plattenfirma
- das Belgrader Kulturzentrum Rex
- die Immobilienplattform mojkvadrat.rs

## Eigentümerstruktur
| Anteilseigner bis November 2010 | Anteile |
| ------------------------------- | ------- |
| B92 Trust                       | 35,36 % |
| MDLF Inc.                       | 14,59 % |
| NCA Media                       | 21,14 % |
| Salink Ltd./East Capital        | 21,44 % |
| Kleinaktionäre                  | 7,44 %  |

| Anteilseigner seit November 2010 | Anteile |
| -------------------------------- | ------- |
| ASTONKO d.o.o.                   | 84,99 % |
| B92 Trust                        | 11,35 % |
| Kleinaktionäre                   | 3,66 %  |

Der Hauptanteilseigner von B92 war lange Zeit die B92 Trust, eine Gesellschaft mit beschränkter Haftung, gegründet um die redaktionelle sowie finanzielle Unabhängigkeit von B92 abzusichern. Die B92 Trust wiederum ist im Besitz von 11 aktiven Geschäftsführern, Redakteuren sowie Journalisten. Die Anteile an der B92 Trust sind weder veräußerbar noch übertragbar, sondern lediglich an die aktive Mitarbeit bei B92 gebunden. Erlischt das Engagement bei B92, führt dies zu einem Verlust der Anteile in der B92 Trust. Darüber war MDLF (Media Development Loan Fund) ein wichtiger Anteilseigner. Der MDLF ist eine internationale Non-Profit-Organisation, die den Aufbau starker und unabhängiger Medien in jungen Demokratien unterstützt.
Am 18. November 2010 verkündete B92, dass die Gesellschaft ASTONKO d.o.o. 84,99 % der Anteile am Unternehmen übernommen habe. ASTONKO d.o.o ist ein Joint Venture des schwedischen Investmentfonds East Capital (über seine Tochtergesellschaft Salink Ltd.) und des griechischen Unternehmens Lake Bade, welches Stefanos Papadopoulos gehört. Gleichzeitig veräußerten MDLF sowie NCA ihre Anteile. B92 rechtfertigte die Veränderungen mit der notwendigen Sicherstellung finanzieller Mittel in Zeiten der Finanzkrise. Der neue Mehrheitseigentümer garantiere die redaktionelle Unabhängigkeit, so B92.

## Soziales Engagement
In der Vergangenheit hat sich B92 immer wieder durch sein soziales Engagement hervorgetan:
- So startete man 2008 eine Spendenkampagne zum Kauf eines transportablen Mammografie-Röntgengerätes, welches der Früherkennung von Brustkrebs dient.
- Weiterhin initiierte B92 die Aktion Hrana za sve (Nahrung für Alle), die sich die Bekämpfung des Hungers in Serbien zum Ziel gesetzt hat.
- Als man im Frühjahr 2010 eine Hündin fand, welcher alle vier Beine von einem Unbekannten abgeschnitten wurden, gründete B92 den Fonds Mila. Dieser Fonds kümmert sich um den Tierschutz und kämpft gegen Tierquälerei.
- Serbien hatte in der Vergangenheit massive Probleme mit veralteten Inkubatoren – teilweise waren diese zwischen 35 und 40 Jahren alt. Diesem Zustand begegnete B92 mit seiner Hilfskampagne Bitka za bebe (Kampf für die Säuglinge). Infolge der Spendenkampagne konnten 160 neue Inkubatoren erworben werden, was drei Viertel des Bedarfs im serbischen Gesundheitswesen entspricht.[4]